# Parteniusz (Lewicki)
Parteniusz, imię świeckie Pamfił Andriejewicz Lewicki (ur. 16 września?/28 września 1858 w Plewiszczu, zm. 1921) – biskup Rosyjskiego Kościoła Prawosławnego.

## Życiorys
Ukończył seminarium duchowne w Połtawie, a następnie Kijowską Akademię Duchowną, uzyskując tytuł kandydata nauk teologicznych (1884). W 1884 został pomocnikiem nadzorcy szkoły duchownej w Perejasławiu. W styczniu 1894 złożył wieczyste śluby mnisze, przyjmując imię Parteniusz. 26 stycznia tego samego roku został wyświęcony na hieromnicha i wyznaczony na nadzorcę szkoły duchownej w Zwienigorodzie. Jeszcze w tym samym roku przeniesiony na stanowisko inspektora Wifańskiego seminarium duchownego, zaś w 1895 mianowany jego rektorem, z godnością archimandryty. W 1897 został rektorem seminarium duchownego w Moskwie.
10 października 1899 miała miejsce jego chirotonia na biskupa możajskiego, wikariusza eparchii moskiewskiej. Tradycyjnie łączył urząd z godnością przełożonego monasteru św. Sawy Storożewskiego. W 1904 objął katedrę podolską i bracławską, w 1908 został przeniesiony do eparchii tulskiej i bielowskiej. W 1911 otrzymał godność arcybiskupią. W 1917 przeszedł w stan spoczynku i cztery lata później zmarł.